# Parecis (Rondônia)
Parecis é um município brasileiro do estado de Rondônia. Localiza-se a uma latitude 12º11'46" Sul e a uma longitude 61º36'05" Oeste, estando a uma altitude de 355 metros. Sua população estimada em 2010 era de 4.810 habitantes. Destaca-se na área da agropecuária; produz leite, café e feijão.
Tem como principais rios o Ararão, Rio Branco e Ararinha.
A cidade tem como destaque a Expopar, festa agropecuária tradicional do município que acontece no mês de Setembro.
Parecis conta dentro da área urbana com 2 escolas, a escola Estadual Benedito Laurindo Gonçalves que é a Pioneira no município e a municipal José Cestari que foi construída na Gestão do ex-prefeito Dirceu de Oliveira, tem uma unidade de saúde mista e o cartão postal da cidade que é a praça Municipal (Praça dos Pioneiros). Parecis é uma cidade pacata com uma população jovem.
Possui uma área de 2.549 km².

## História
O nome Parecis vem dos índios Pareci, da grande nação Aruaco, contactados em 1718, habitantes da região da Serra do Norte (Cordilheira dos Parecis) localizada nos Estados de Rondônia e Mato Grosso, constituídos das tribos Coxarini, Uaiamaré e Caxiniti.
O povoado surgiu como Núcleo Urbano de Apoio Rural, na linha 75, com o nome de Parecis, uma homenagem a Chapada dos Parecis situada nas proximidades.
Em 11 de maio de 1986 passou a fazer parte do território do Município de Santa Luzia d'Oeste, criado pela lei nº 100.
Em 2 de junho de 1988, por acordo político, voltou a fazer parte do Município de Pimenta Bueno, com uma nova definição dadas aos limites do Município de Santa Luzia d'Oeste pela lei nº 199.
Com o nome de Parecis o município foi criado no dia 22 de junho de 1994, através da lei nº 573, assinada pelo Governador Oswaldo Piana Filho, com área desmembrada do Município de Pimenta Bueno.
Na primeira eleição municipal direta, ocorrida em 1996, elegeu-se Prefeito Dirceu de Oliveira, com 55,7% dos votos.

## Demografia

### Religião
De acordo com o Censo 2010, a população do Município, em sua maioria, professa a religião católica, totalizando 56,3% dos entrevistados. Outros 25% se declaram evangélicos, 14,5% sem religião, e os demais credos totalizam 4,2%.

### Educação
Ensino básico, fundamental e médio
Dentre as escolas estaduais, municipais e particulares, destacam-se:
- Escola Estadual de Ensino Fundamental e Médio Benedito Laurindo Gonçalves — pública
- Escola Municipal de Educação Infantil e Ensino Fundamental José Cestari — pública
- Escola Municipal de Ensino Fundamental Antônio Cândido Silveira — pública
- Escola Municipal de Ensino Fundamental Dom Pedro II — pública